# 許智銘
許智銘 ，GBS，JP（1964年02月9日—），原名許智明，中國廣東茂名人，中华人民共和国企业家，为香港特别行政区太平绅士、香港特别行政区「金紫荆星章」获得者、全國政協委員、陕西省政协常委、馬達加斯加共和國駐香港名譽領事，是少有在非洲國家投資石油的香港商人，身兼陕西省人民政府国际高级经济顾问、马达加斯加政府经济顾问、香港国际投资总商会会长、香港国际扶贫基金会会长、广东外商公会会长 、香港广东社团总会创会会长 、中非民间商会副会长、中华全国工商业联合会常委等多项社会公职。
许智铭身兼多間公司的主席，如中聯石油化工國際有限公司董事局主席、馬達加斯加石油國際有限公司董事局主席、馬達加斯加能源國際有限公司董事局主席等。曾为哈佛大学肯尼迪政府学院访问学者，俄罗斯科学院荣誉博士，俄罗斯科学院远东研究所经济学荣誉博士及哲学荣誉博士，暨南大学校董，南京大学名誉校董 ，南京大学商学院兼职教授，中国石油大学兼职教授，香港镜报文化企业有限公司董事长 。著有『实践与探索──许智明文集』（中、俄文版）和『慈悲的力量──许智明博士心路历程』（中文版）。

### 主要贡献

#### 民间外交
许智铭作为香港国际投资总商会、香港国际扶贫基金会、香港广东社团总会等大型社团的会长，坚定地维护香港地区的长期繁荣稳定，支持特区政府依法施政。香港国际投资总商会还独家赞助了中国香港国庆烟花汇演，并通过组团出访和接待来访等系列活动，在国际上成功扮演了民间外交的角色，促进香港地区和世界各地的交流合作。
2014年6月18日，哈佛大学肯尼迪政府学院在香港举行接受捐款及成立专项基金签约仪式。许智铭博士向哈佛大学肯尼迪政府学院捐赠一千万美元，作为成立哈佛大学肯尼迪政府学院「许氏创意研究基金」专项资金，旨在推动肯尼迪政府学院与中国及国际教育机构的进一步合作，也体现了对肯尼迪政府学院强化中美及国际间的学术交流工作的认同和支持。

#### 公益事业
许智铭是中国光彩事业的积极推动者、参与者和重大贡献者。曾任中国光彩事业促进会第一和第二届副会长。在中国光彩事业促进会创办之初他便捐赠200万元，此后相继北京、广州、新疆捐资430万元。他热心投身公益事业，足迹遍布新疆、贵州、云南、江西等边远贫困山区，为老少边穷地区人民无偿捐资赠物。
1997年以来，许智铭先后多次到被誉为“金三角极寒”的广东清远市石灰岩山区进行考察。当看到该地区由于缺乏人类基本的生存和发展条件而贫困不堪时，许智铭决定无偿捐资2500万人民币实施移民异地扶贫，建造100栋房屋，开垦良田令移民安居乐业。同时投入1.7亿元创立大型现代化猪畜牧养殖进出口基地及其他三高农业项目，安置移民及当地群众就业，以带动和促进整个贫困山区脱贫致富。这一移民工程的建成，赢得了国内外的广泛赞誉，联合国及国际扶贫组织的官员称它是国际上最科学、最先进的扶贫模式，不但在中国，而且在世界都有推广的价值。
自20世纪90年代至今，许智铭先后无偿捐资4亿多元支助社会发展和扶贫事业。为了表彰许智铭对人类发展和扶贫事业所做出的贡献，联合国授予许智铭「推动人类和平进步奖」，中国政府授予许智铭「全国十大扶贫状元」称号和中国「光彩事业奖章」，中国邮政部门发行了「许智明与中国光彩扶贫事业」扶贫纪念封一套七枚，中国香港特别行政区政府颁授许智铭「金紫荆星章」等崇高荣誉，国际小行星中心和国际小行星命名委员会更将国际编号5390号小行星永久命名为「许智明星」。

#### 銀主盤
2022年起開始放售九龍站凱旋門六伙單位，包括由五伙單位合併而成，被市場人士稱裝修與「皇宮」相若的「天際獨立屋」。2022年的叫價約13億元，呎價約15.7萬，後於2024年降至5億元，每呎叫價約54,800元，仍無人問津。 2024年起，除了以上單位外，大嶼山嶼南道160號Whitesands、上環信德中心招商局大廈19樓1901及1917室等物業均相繼淪為銀主盤。